# Ramuri ale arheologiei
Arheologia, ca orice alt domeniu științific, se imparte în mai multe subdomenii în funcție de tipul de studiu specific.
În funcție de zona geografică studiată sau de zona geografică într-o anumită perioadă distingem:
- Arheologie africană - studiază culturile continentului african
- Arheologie americană - se ocupă cu studiul civilizațiilor din America de Nord, America Centrală, America de Sud si Insulele Caraibe.
- Arheologie australiană - se referă la continentul australian.
- Arheologia orientului apropiat - studiază cultura orientului apropiat de la origini până aproximativ în anul 612.
- Arheologie biblică - se ocupă cu studiul culturilor orientului apropiat aflate în legătura cu textul Bibliei.
- Arheologie clasică - studiul acestei discipline se referă la studiul Greciei si Romei antice.
- Egiptologie - studiază Egiptul antic
- Asirologie - se ocupă cu studiul civilizațiilor antice din Mesopotamia.

În ceea ce privește perioada studiată, arheologia se împarte în mai multe domenii. Pentru România, principalele sub-domenii studiate sunt:
- Arheologie preistorică - cuprinde studiul societății omenești până la apariția scrisului.
- Arheologie clasică - cultura dacică, epoca romană, coloniile grecești de la Marea Neagră.
- Arheologia primului mileniu - studiază perioada cuprinsă între retragerea romană din Dacia si apariția primelor formațiuni statale medievale.
- Arheologie medievală - cercetează Evul Mediu.

Alte sub-domenii din aceasta categorie nu sunt specifice cercetării românești:
- Arheologie industrială - se referă la studiul culturii materiale a revoluției industriale.
- Arheologia epocii moderne - studiază societatea modernă folosind metode ale arheologiei, un exemplu în acest sens este "Proiectul Gunoi" (The Garbaje Project), inițiat în 1972, de profesorul doctor în arheologie William Rathje, atunci la University of Arizona, Tucson, Arizona, azi profesor la Stanford University.

Alte sub-discipline ale arheologiei nu se studiază în mod separat dar sunt metode folosite în marile proiecte arheologice, mai ales metode utilizate de alte științe:
- Arheologie aeriană - utilizează fotografia aeriană și din satelit.
- Arheometrie - utilizează metode ale fizicii prin identificarea unor structuri în sol datorită modificărilor în câmpul magnetic al Pământului.
- Arheozoologie - metode ale zoologiei în identificarea resturilor de faună în siturile arheologice
- Arheobotanica sau paleobotanica - studiază, pe baza botanicii, resturile de vegetație în siturile arheologice
- Arheologie experimentală - se folosește în cadrul unor proiecte de reconstruire a habitatului,  a tehnologiei sau a modului de viață.
- Arheologie subacvatică - se ocupă cu studiul siturilor arheologice aflate sub apă cu ajutorul scafandrilor.
- Etnoarheologie - studiază societatea modernă și face legături cu civilizațiile unor epoci mai vechi.
- Arheologie urbană - arheologia orașelor, se referă, in general, la epoci mai noi începând cu evul mediu
- Arheologie subterană - sau arheospeologie, studiază urmele civilizației umane rămase în peșteri, utilizând metode ale speologiei.